# Pyaar To Hona Hi Tha
Pyaar To Hona Hi Tha (Hindi प्यार तो होना ही था, „Liebe musste passieren“) ist der dritterfolgreichste Bollywoodfilm des Jahres 1998, mit Kajol und Ajay Devgan in den Hauptrollen. Er ist eine Neuverfilmung von French Kiss.

## Handlung
Die tollpatschige Sanjana lebt in Frankreich und ist über beide Ohren in ihren Verlobten Rahul verliebt. Der muss allerdings geschäftlich nach Indien reisen und da Sanjana fürchterliche Flugangst hat, kann sie ihn leider nicht begleiten.
Bald darauf kommt der nächste Schock für Sanjana: Rahul hat sich in Indien in Nisha verliebt und wird nicht mehr zurückfliegen. Sofort reist Sanjana nach, trotz ihrer großen Flugangst. Im Flugzeug sitzt sie neben Shekhar, der sie etwas auflockert. Doch er verbirgt ein Geheimnis, denn Shekhar ist ein Dieb und versteckt eine gestohlene Diamantenkette.
Nach dem chaotischen Flug erreichen sie ihr Ziel. Kaum angekommen ist der Inspektor Khan hinter Shekhar her, der die teure Diamantenkette in Sanjanas Rucksack versteckt.
Nun darf er Sanjana nicht aus den Augen verlieren und hilft ihr Rahul zu finden. Als sie ihn endlich gefunden hat, versucht sie alles ihn von Nisha zu trennen. Um Rahul auch eifersüchtig zu machen, treten Sanjana und Shekhar als Liebespaar auf. Außerdem gibt sie sich als reiche Erbin aus. Für Rahul ein weiterer Grund, zu Sanjana zurückzukommen.
Doch für Sanjana hat sich das Blatt gewendet, denn sie hat sich zwischenzeitlich wirklich in Shekhar verliebt. Auch als sie erfährt, dass er ein Dieb ist, ändert dies nichts an ihren Gefühlen zu ihm. Sie übergibt Inspektor Khan die gestohlene Kette und möchte wieder nach Frankreich abreisen. Als Shekhar davon erfährt, macht er sich sofort auf den Weg und hält sie von der Abreise ab, denn schließlich hat auch er sich in sie verliebt.

## Musik
| Songtitel                                 | Sänger/in                        |
| ----------------------------------------- | -------------------------------- |
| अजनबी मुझको इतना बता (Ajnabi Mujhko Itna Bata) | Asha Bhosle, Udit Narayan        |
| जब किसी की तरफ दिल (Jab Kisiki Taraf Dil)     | Kumar Sanu                       |
| प्यार तो होना ही था (Pyaar To Hona Hi Tha)       | Remo Fernandes, Jaspinder Narula |
| आज है सगाई (Aaj Hai Sagai)                  | Abhijeet                         |
| आशिक हूँ मैं (Aashiq Hoon Main)                | Asha Bhosle, Udit Narayan        |

## Auszeichnungen
Filmfare Award 1999
- Filmfare Award/Beste Playbacksängerin an Jaspinder Narula für Pyaar To Hona Hi Tha

Nominierung
- Filmfare Award/Beste Hauptdarstellerin an Kajol

Star Screen Awards (1999)
- Star Screen Award/Beste Playbacksängerin an Jaspinder Narula für Pyaar To Hona Hi Tha
- Star Screen Award/Bester Ton  an Rakesh Ranjan

## Dies und Das
- Kajol und Ajay Devgan sind auch im wirklichen Leben zusammen. Ein Jahr nach der Veröffentlichung des Filmes haben sie geheiratet.